# Kelhauri(chachai)
Kelhauri(chachai) là một thị trấn thống kê (census town) của quận Shahdol thuộc bang Madhya Pradesh, Ấn Độ.

## Nhân khẩu
Theo điều tra dân số năm 2001 của Ấn Độ, Kelhauri(chachai) có dân số 9502 người. Phái nam chiếm 53% tổng số dân và phái nữ chiếm 47%. Kelhauri(chachai) có tỷ lệ 70% biết đọc biết viết, cao hơn tỷ lệ trung bình toàn quốc là 59,5%: tỷ lệ cho phái nam là 78%, và tỷ lệ cho phái nữ là 61%. Tại Kelhauri(chachai), 13% dân số nhỏ hơn 6 tuổi.